# Urho Ruhanen
Urho Ruhanen (ur. 1907, zm. 2002) – urodzony w Finlandii i mieszkający w Związku Radzieckim karelski pisarz, tłumacz i krytyk literacki.
Gdy miał 7 lat, rodzina przeprowadziła się z Finlandii do Rosji i zamieszkała niedaleko Petersburga, gdzie jego ojciec pracował w tartaku. W 1922 Ruhanen rozpoczął studia nauczycielskie w Pietrozawodsku. W latach 1934 uczestniczył w konferencji pisarzy karelskich. W tym czasie był wykładowcą literatury fińskiej i europejskiej w karelskim studium pedagogicznym. Aresztowany w 1938 został zesłany do obozu pracy pod zarzutem uczestnictwa w fińskiej konspiracji. Wyraził się o tym: 

Jeśli oskarżony urodził się w Finlandii - był szpiegiem, jeśli był inżynierem - był sabotażystą, jeśli studentem - był terrorystą

Obóz opuścił dopiero po wojnie w Karelii w 1947. W latach 1961–1968 pracował jako tłumacz i dziennikarz agencji informacyjnej.